# Venă oftalmică superioară

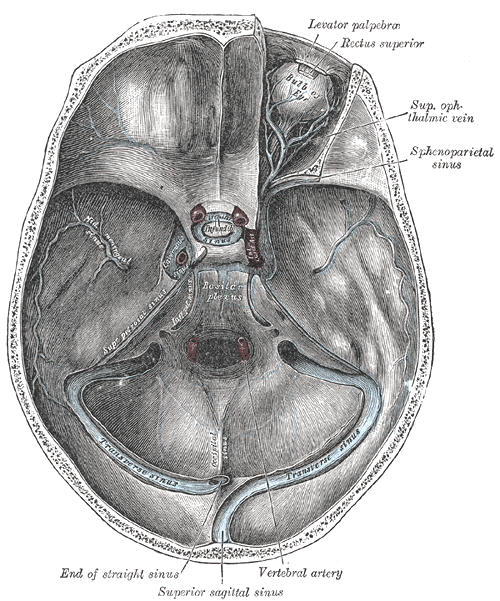
Sinusurile venoase ale bazei craniului

Vena oftalmică superioară începe la nivelul unghiului interior al orbitei dintr-o venă numită vena nazofrontală care comunică anterior cu vena unghiulară; aceasta nu urmărește același curs ca artera oftalmică (care trece prin canalul optic) și primește afluenți corespunzători ramurilor acelui vas.
Formând un singur trunchi scurt, trece între cele două capete ale rectus lateralis și prin partea medială a fisurii orbitale superioare și se termină în sinusul cavernos.
Venele etmoidale se varsă în vena oftalmică superioară. 
Venele vorticoase se varsă, de asemenea, în vena oftalmică superioară.

## Relevanță clinică
Unghiul medial al ochiului, nasului și buzelor (cunoscut sub numele de triunghiul de pericol al feței) se varsă de obicei prin vena facială, prin vena oftalmică în sinusul cavernos. Ca urmare, o infecție a feței se poate răspândi în sinusul cavernos și plexul venos pterigoid. Acest lucru poate duce la deteriorarea nervilor care trec prin sinusul cavernos.